# Direktesending
Direktesending eller direkte fjernsyn er en fjernsynsproduktion er i realtid, hvor der ikke sker en mellemliggende optagelse og redigering.
Det er ofte bestemte genrer af programmer, der sendes i direkte. Det er f.eks. nyheder, sport og andre arrangementer. Der er normalt flere direkte udsendelser på radio end på fjernsyn.
En direktesending kan være et antal sekunder forsinket på grund af teknik. Den kan også være bevidst forsinket op til flere minutter. Årsagerne til dette kan eksempelvis være muligheder for censur af uønskede hændelser eller en kommerciel forsinkelse, som skal lokke lytterne/seerne til kanaler, der sender programmer direkte.